# Vernís fotosensible

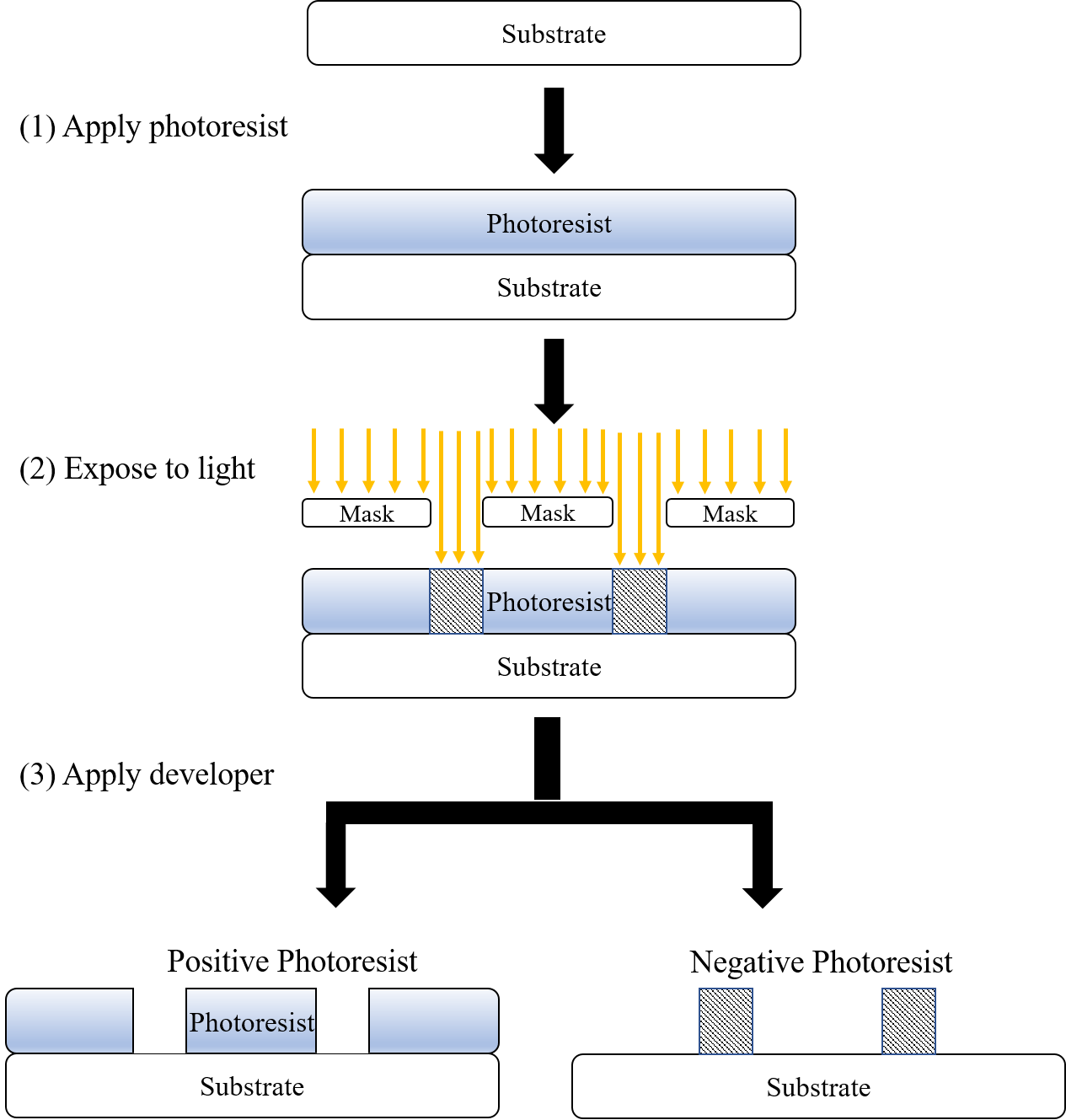
Fotovernís de fotolitografia.

Un vernís fotosensible és un material sensible a la llum que s'utilitza en diversos processos, com ara la fotolitografia i el fotogravat, per formar un recobriment estampat sobre una superfície. Aquest procés és crucial en la indústria electrònica.

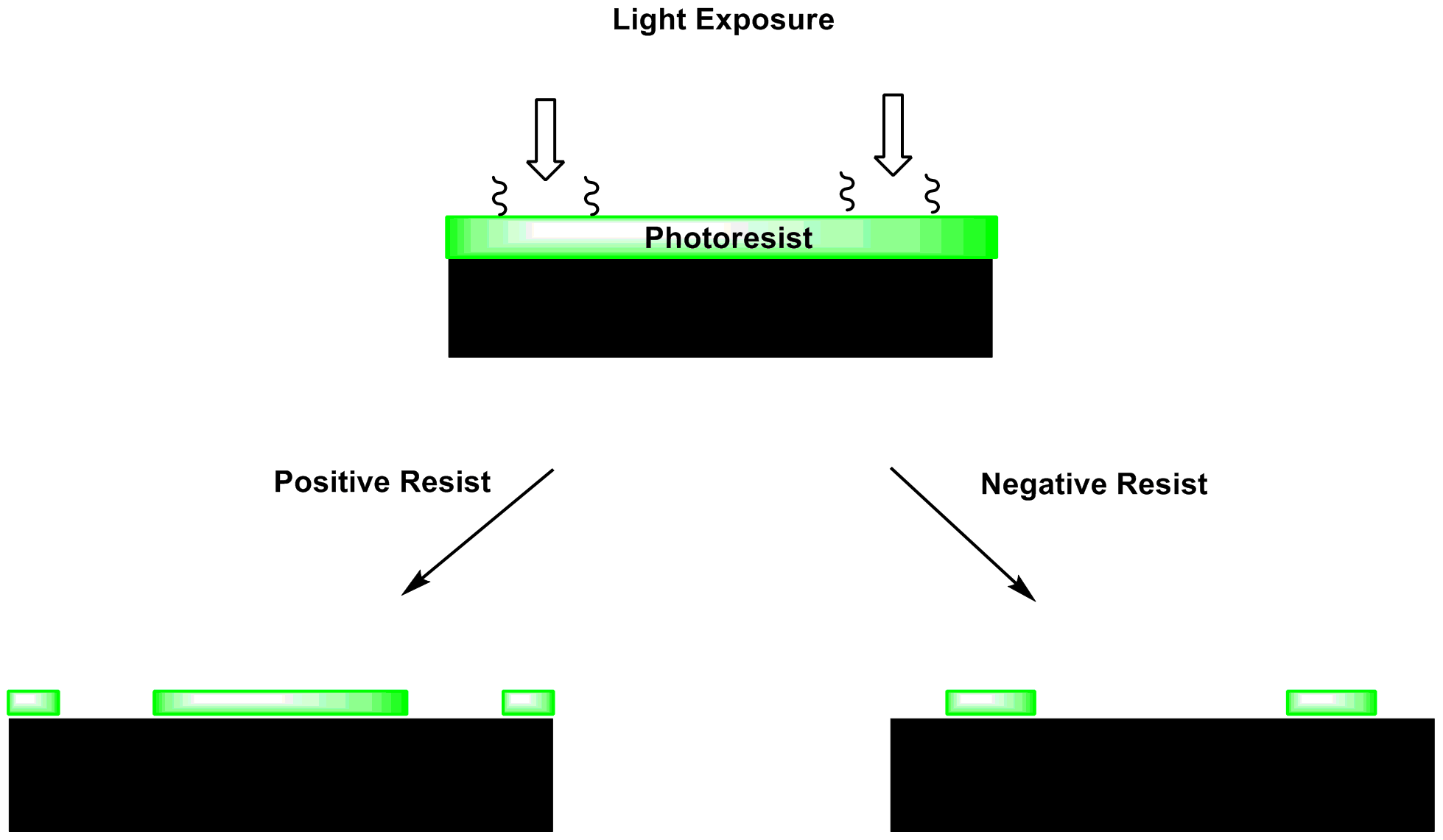
Fotoresistència positiva i negativa.

El procés comença recobrint un substrat amb un material orgànic sensible a la llum. A continuació, s'aplica una màscara estampada a la superfície per bloquejar la llum, de manera que només les regions no emmascarades del material estaran exposades a la llum. A continuació, s'aplica un dissolvent, anomenat revelador, a la superfície. En el cas d'una fotoresistència positiva, el material fotosensible es degrada per la llum i el revelador dissolrà les regions que van estar exposades a la llum, deixant enrere un recobriment on es va col·locar la màscara. En el cas d'un fotoresist negatiu, el material fotosensible s'enforteix (ja sigui polimeritzat o reticulat) per la llum, i el revelador només dissolrà les regions que no estaven exposades a la llum, deixant enrere un recobriment a les zones on la màscara estava col·locada.
Es pot aplicar un recobriment BARC (recobriment antireflectant inferior) abans d'aplicar la fotoresistència, per evitar que es produeixin reflexos sota la fotoresistència i per millorar el rendiment de la fotoresistència als nodes semiconductors més petits.
Segons l'estructura química de les fotoresistències, es poden classificar en tres tipus: fotopolimèrica, fotodescomposada, fotoreticulada.
El vernís fotopolimèric és un tipus de fotoresist, normalment monòmer al·lílic, que podria generar radicals lliures quan s'exposa a la llum, i després inicia la fotopolimerització del monòmer per produir un polímer.
El vernís fotodescompost és un tipus de fotoresist que genera productes hidròfils sota la llum.
El vernís fotoreticulat és un tipus de fotoresistent, que podria reticular cadena per cadena quan s'exposa a la llum, per generar una xarxa insoluble